# Hoplepiscapha
Hoplepiscapha é um género de coleópteros da família Erotylidae.